# Jibarito
El jibarito (pronunciado [xiβaˈɾito]), es un sándwich hecho con plátanos verdes fritos y aplastados en lugar de pan, alioli y es normalmente rellenado con queso, lechuga y tomate . El jibarito original tenía un relleno de bistec, pero pollo y cerdo también son comunes.

## Historia
En Plátano Loco en Aguada, Puerto Rico, un sándwich fue hecho, con plátanos en lugar de pan en 1991 por el Sr. Jorge Muñoz.  Se le conoció como sándwich de plátano. Luego de varios años, el restaurador de Chicago Juan "Peter" Figueroa introdujo el sándwich de plátano a su menú y lo llamó “jibarito” en el Restaurante Borinquen, un restaurante puertorriqueño en el barrio de Parque Humboldt en 1996 después de leer del sándwich puertorriqueño.
Prontamente, otros restaurantes en Chicago iniciaban de servir el jibarito. Los restaurantes fueron de muchos nacionalidades que incluye Mexicano, Cubano, y Argentino .

## Sándwiches relacionados
El jibarito no es el sándwich primero servido en plátanos fritos. Hay un sándwich Venezolano se llama Patacón y también un sándwich que Jorge Muñoz y Coquí Feliciano introdujo a Plátano Loco en Aguada, Puerto Rico.

## Recepción
The Daily Meal incluyó el jibarito en su artículo "12 Life-Changing Sandwiches You've Never Heard Of".